# Juan de Camargo y Angulo
Juan de Camargo y Angulo (Ágreda, 30 de juny de 1663- Madrid, 24 de maig de 1733) va ser un eclesiàstic castellà, que va esdevenir bisbe de Pamplona (1716-1725) comissari general de Croada (1720) i, després, inquisidor general d'Espanya (1720-1733), càrrec pel qual va ser, el 1724, membre del consell d'estat, assessor del rei Lluís I d'Espanya.

## Biografia
De família noble, fou fill de José Antonio Camargo y Pasquier, primer comte i senyor de la vila de Villarrea i d'altres senyories a Castella i França; i de María Teresa de Angulo y Rada, originària de Cervera de Pisuerga.
Va entrar al Col·legi Major de San Bartolomé de Salamanca el 10 de febrer de 1685 i en va esdevenir rector el 18 d'octubre de l'any següent. El 1688 es va llicenciar en Lleis i el 1696 obté la càtedra d'instituta, i després ascendeix a les de codi, volum i digesta. Ostentant dita càtedra, va ser nomenat canonge i ardiaca a la catedral de Burgos i el 1699 va ser nomenat fiscal de la Inquisició de Granada per Baltasar de Mendoza, càrrec que exercí fins al 1708 quan és nomenat inquisidor de la cort i l'any següent Felip V li atorga el càrrec de fiscal del Consell de la Suprema. Es diu que va ser molt conegut pels ministres, però que portava una vida retirada i només se'l veia a les esglésies, als tribunals i a casa seva.
El 1716, Felip V el promou a bisbe de Pamplona, però en primera instància Camargo refusa l'oferiment. Tornarà a refusar el càrrec una segona vegada, però per insistència del rei, en el tercer decret de nomenament, fou obligat a acceptar el bisbat, del qual pren possessió com a procurador el 12 de desembre del mateix any, li són expedides les butlles papals el 5 d'octubre i és consagrat finalment el 18 de desembre per Francesco del Giudice i entrava en el seu territori diocesà el 9 de febrer de l'any següent i es mantingué de forma efectiva en el càrrec fins al 23 d'agost de 1720, quan el rei el nomena inquisidor general, arribant conjuntament el nomenament amb les butlles i la dispensa de residència a la diòcesi per part del papa. Poc després també ser nomenat Comissari General de Croada.
El 1724, Felip V escollia a Camargo per a formar part del consell d'Estat que havia d'assessorar al seu fill Lluís I, en qui acabava d'abdicar. L'any següent renunciava al bisbat de Pamplona i tornava a ocupar la Comissaria de Creuada, i a més esdevenia canonge de la Catedral de Toledo. El 1728 va ser proposat en segon lloc per esdevenir cardenal, però el capell el va rebre finalment Diego de Astorga y Céspedes. Va morir a Madrid el 24 de maig de 1733 i fou enterrat a la seva vila natal d'Ágreda.